# Герума (острво)
Острво Герума (јап. 慶留間島) Geruma-jima, (језик окинавски: јап. ギルマ Giruma) је острво у области Шимаџири у префектури Окинава, Јапан. Острво припада групи острва Керама, у архипелагу Рјукју.
Ово мало острво је повезано мостовима са острвом Фукаџи и Ака.